# Eodelphis
Eodelphis is een geslacht van uitgestorven buideldierachtigen en behoort tot de familie Stagodontidae. Eodelphis leefde tijdens het Laat-Krijt in Noord-Amerika. 

## Indeling
Eodelphis behoort tot de Stagodontidae, een kleine familie van buideldierachtigen uit het Laat-Krijt van Noord-Amerika. Naast Eodelphis is de grotere Didelphodon het andere geslacht in de familie. Er worden twee soorten onderscheiden in het geslacht Eodelphis: E. browni en E. cutleri.

## Fossiele vondsten
Fossielen van Eodelphis dateren uit het Campanien en maken deel uit van de North American land mammal age Judithian. Geïsoleerde tanden van Eodelphis sp. zijn gevonden in de Milk River-formatie in Alberta uit het Vroeg-Campanien (83,5 miljoen jaar geleden). Fossielen van Eodelphis browni en E. cutleri zijn gevonden in de Judith River of Belly River Group in Montana en Alberta en dateren uit het Laat-Campanien (76-74,5 miljoen jaar geleden).